# Bagenkop
Bagenkop är en tätort i Langelands kommun i Region Syddanmark i Danmark. Tätorten har 440 invånare (2024). Den ligger på ön Langeland, cirka 21 kilometer söder om Rudkøbing.